# جويد مجددي
جويد مجددي باحث وأستاذ أفغاني.

## السيرة الشخصية
ولد مجددي في كابول بأفغانستان. في سن الخامسة، انتقل مع والدته وشقيقه إلى بريطانيا العظمى. عاش في العديد من المدن والبلدات البريطانية، بما في ذلك غلاسكو وبريستول وبرمنغهام ومانشستر وويستكليف أون سي وإكستر.
خلال التسعينيات، التحق جاويد مجددي بجامعة مانشستر، حيث حصل على درجتي البكالوريوس والدكتوراه في دراسات الشرق الأوسط.

## المسار المهني
تخرج من جامعة مانشستر. ثم عمل عضو هيئة تدريس متفرغ في قسم دراسات الشرق الأوسط، حيث قام بتدريس اللغة العربية والدراسات الإسلامية.
في عام 1998، انتقل جاويد من بريطانيا العظمى إلى الولايات المتحدة. عمل في جامعة كولومبيا لمدة عامين محررًا للموسوعة الإيرانية. بدأ التدريس في جامعة روتجرز عام 2003. وهو رئيس قسم الدين هناك والمدير السابق لمركز دراسات الشرق الأوسط.

## الأعمال
مجددي معروف في جميع أنحاء العالم كخبير الرومي. تتضمن كتبه المنشورة ترجمات لأطول قصيدة للرومي، والمعروفة باسم المثنوي، إلى اللغة الإنجليزية البسيطة. نُشر كتاب المثنوي: الكتاب الأول في عام 2004 وحصل على جائزة لويس روث للتميز في ترجمة الأدب الفارسي من المعهد الأمريكي للدراسات الإيرانية. وتابع مع المثنوي: الكتاب الثاني في عام 2007، والمثنوي: الكتاب الثالث في عام 2013، والمثنوي: الكتاب الرابع في عام 2017. نُشرت المجلدات الأربعة كإصدارات كلاسيكيات أكسفورد العالمية. دُعم هذا المشروع من قبل زمالة ترجمة الأدب من الوقف الوطني للفنون في عام 2015. مُنح مجددي أيضًا زمالة من الوقف الوطني للعلوم الإنسانية في 2018 لدعم تقدم هذا المشروع.
دراسة مجددي التحليلية، «ما وراء العقيدة: تعاليم الرومي عن الصداقة مع الله ونظريات الصوفية المبكرة»، نشرتها مطبعة جامعة أكسفورد في عام 2012.

## فهرس
- تقليد السيرة الذاتية في الصوفية: نوع الطبقات من السلمي إلى الجامع (2001)
- ما وراء العقيدة: تعاليم الرومي عن الصداقة مع الله ونظريات الصوفية المبكرة (2012)

### المثنوي( كلاسيكيات أكسفورد العالمية )
1. المثنوي: الكتاب الأول (2004) جائزة لويس روث للتميز في ترجمة الأدب الفارسي من قبل المعهد الأمريكي للدراسات الإيرانية (2005)
2. المثنوي: الكتاب الثاني (2007)
3. المثنوي: الكتاب الثالث (2013)
4. المثنوي: الكتاب الرابع (2017)

### كمحرر مشارك
- رفيق وايلي بلاكويل للقرآن، الطبعة الثانية (2017)
- الإسلام الكلاسيكي: كتاب مرجعي للأدب الديني، الطبعة الثانية (2012)
- التفسير والفقه في الإسلام في العصور الوسطى (2006)

## روابط خارجية
- * "Jawid Mojaddedi. 2015 Translation Projects". National Endowment for the Arts. مؤرشف من الأصل في 2018-04-12. اطلع عليه بتاريخ 2017-06-22.